# George Leo Thomas
George Leo Thomas (Anaconda, 19 de maio de 1950) é um prelado norte-americano da Igreja Católica, arcebispo de Las Vegas.

## Biografia
Nascido em Anaconda, mas criado em Butte, ele se formou na Butte Central Catholic High School em 1968. Sua família mais tarde mudou-se para Bellevue, Washington. Ele continuou seus estudos no Carroll College em Helena, onde em 1972 recebeu o diploma de bacharel em literatura. Ele então entrou no St. Thomas Seminary em Seattle, onde em 1976 recebeu um Master of Divinity.
Em 22 de maio de 1976 foi ordenado padre, na Catedral de Santiago de Seattle, por Raymond Gerhardt Hunthausen, arcebispo de Seattle. Mais tarde, ele serviu como vigário paroquial na Paróquia da Sagrada Família em Kirkland e na Catedral de Santiago de Seattle. Ao mesmo tempo, ele serviu como capelão da King County Jail e do convento das Irmãs Missionárias do Sagrado Coração em Seattle. Por dez anos, ele atuou como presidente do conselho de Serviços Comunitários Católicos. Em 1981, ele se matriculou na pós-graduação da Universidade de Washington, onde obteve o título de mestre em saúde mental comunitária e aconselhamento em 1983. Em 1986, ele recebeu seu doutorado em história, com especialização em história das Missões do Noroeste do Pacífico.
Em 1987 foi nomeado administrador paroquial da paróquia do Sagrado Coração de Bellevue, chanceler arquiepiscopal e vigário-geral. Em junho de 1997, após a morte do arcebispo Thomas Joseph Murphy, foi eleito administrador diocesano.
Em 19 de novembro de 1999, o Papa João Paulo II o nomeou bispo auxiliar de Seattle e bispo titular de Vagrauta. Ele recebeu a ordenação episcopal no dia 28 de janeiro seguinte na catedral de Santiago em Seattle do arcebispo metropolitano de Seattle, Alexander Joseph Brunett, que foi coadjuvado pelo bispo de Spokane, William Stephen Skylstad e o de Yakima, Carlos Arthur Sevilla.
Ele continuou a ocupar os cargos de chanceler arquiepiscopal e vigário-geral.
Em 23 de março de 2004, o Papa João Paulo II o nomeou bispo de Helena, onde fez sua entrada solene na diocese no dia 4 de junho seguinte.
Como bispo daquela sé, ele também foi chanceler do Carroll College e membro de seu conselho de curadores. Ele também atuou no conselho de curadores da Fundação para a Diocese de Helena, Conferência Católica de Montana, Serviços Sociais Católicos, Associação Eclesiástica de Montana e Serviços Católicos de Assistência, para os quais atuou como presidente de comitê operando nos Estados Unidos da América. Também atuou no conselho episcopal do Seminário Mount Angel, no conselho de diretores do Seminário Teológico St. John Mary Vianney, no comitê administrativo da Associação Católica de Saúde e no comitê executivo da Associação Católica de Saúde.
Em 28 de fevereiro de 2018, o Papa Francisco o nomeou bispo de Las Vegas. Tomou posse da diocese no dia 15 de maio seguinte.
Dentro da Conferência dos Bispos Católicos dos Estados Unidos, ele atuou no comitê ad hoc para os nativos americanos católicos e foi membro do conselho do Colégio Americano da Imaculada Conceição em Louvain.
Em 30 de maio de 2023, o Papa Francisco elevou a Diocese de Las Vegas a Arquidiocese Metropolitana e o nomeou arcebispo.

Brasão como Bispo de Helena

Brasão de Bispo de Las Vegas antes da elevação a Arcebispo